# Ерл Іствуд
Ерл Іствуд (англ. Earl Eastwood, 2 листопада 1905 — 4 липня 1968) — канадський академічний веслувальник.
Бронзовий призер Олімпійських Ігор 1932 року в складі вісімки.
Бронзовий призер Ігор Співдружності 1930 року в складі вісімки.